# Forstfeld
Forstfeld je občina v departmaju Bas-Rhin francoske regije Alzacija.
Leta 2012 je v občini živelo 730 oseb oz. 149 oseb/km².